# 西崎

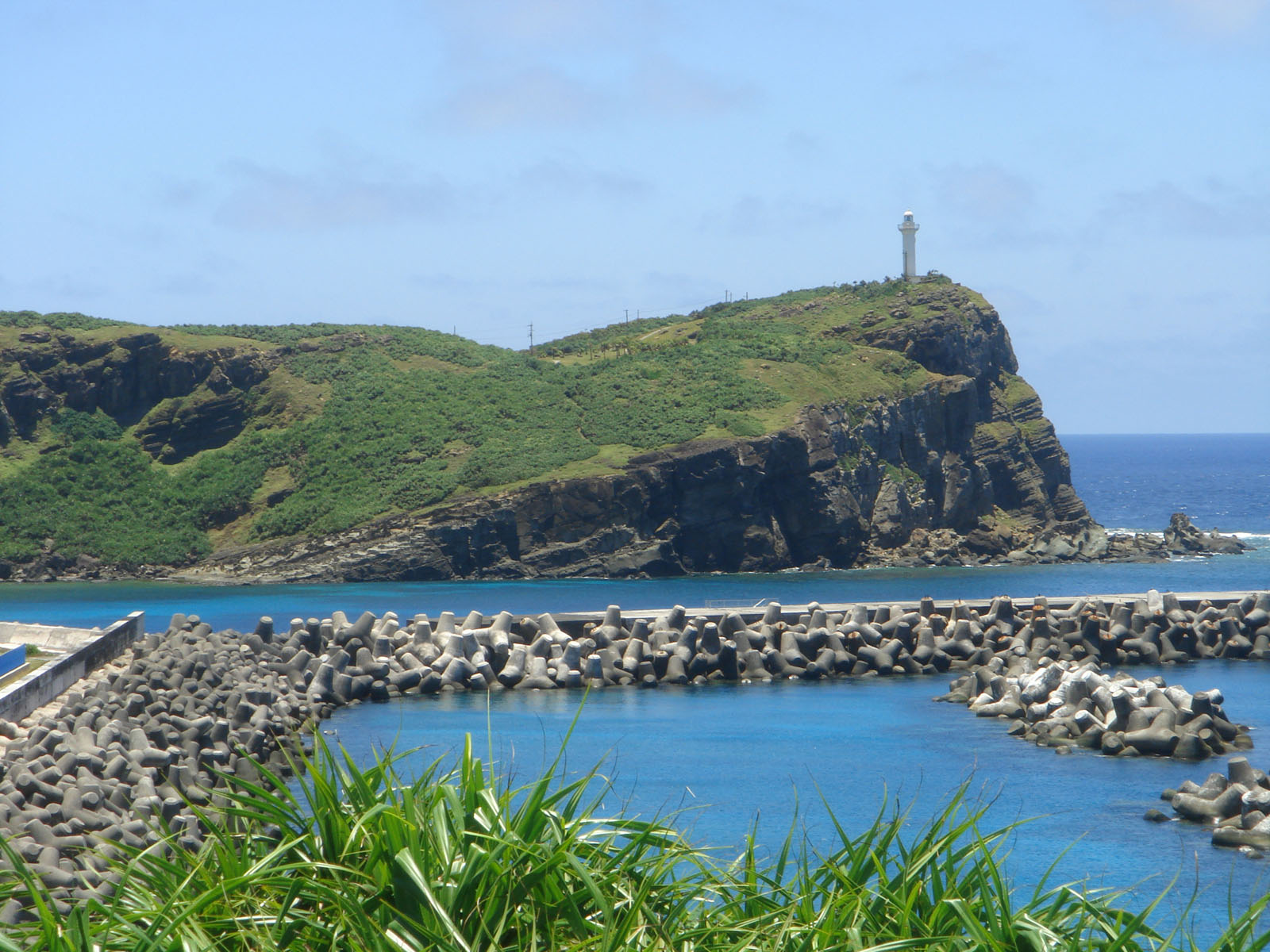
久部良漁港から望む西崎

西崎（いりざき、いりさてぃ）は、与那国島の西端、沖縄県八重山郡与那国町字与那国にある岬である。北緯24度26分58秒 東経122度56分01秒 / 北緯24.44944度 東経122.93361度座標: 北緯24度26分58秒 東経122度56分01秒 / 北緯24.44944度 東経122.93361度に位置する。

## 概要
与那国島は日本最西端の島であり、西崎はその西端に位置する岬である。
国土地理院では2万5千分の1地形図に基づいて日本の東西南北端を決定しており、長らく西崎を日本最西端の地としてきたが、2019年6月に同地形図を改訂し、正確な日本の最西端の地点は、西崎の約260m北北西沖に位置し、約110ｍ西にあたる「トゥイシ」と呼ばれる岩になった。
ただし、西崎の海側は断崖で崖下まで降りることはできず、また、トゥイシに上陸するための道路や定期航路等の公共交通手段はない。与那国町総務課では、観光面の最西端は従来通り西崎であるとしている。

## 施設
西崎の突端には西埼灯台が立ち、「日本国最西端之地」の碑と展望台が設けられている。西崎からは、年に数度程度であるが、天気のよい日には約111km先の台湾を眺望することができる。

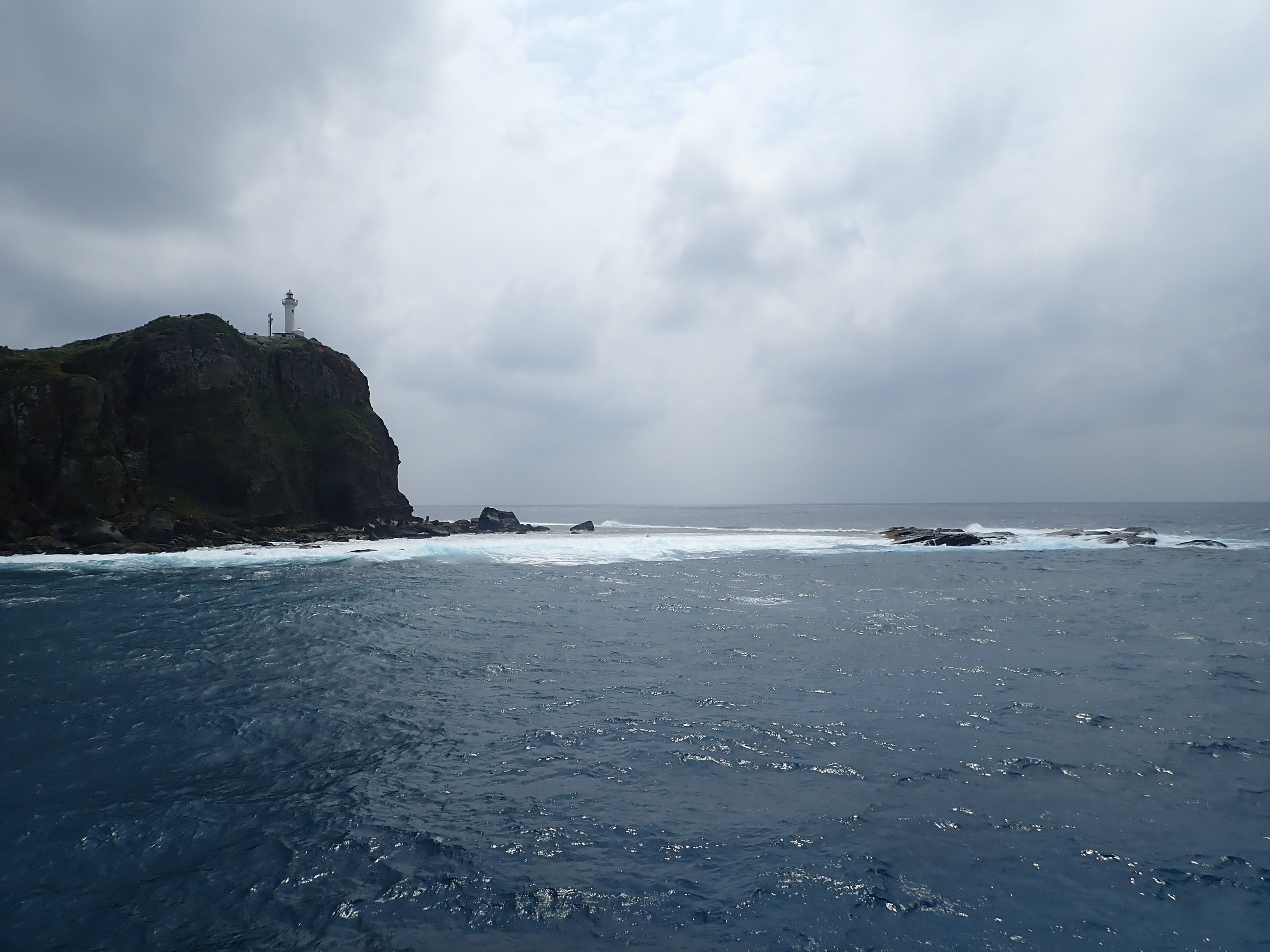
西崎とトゥイシ
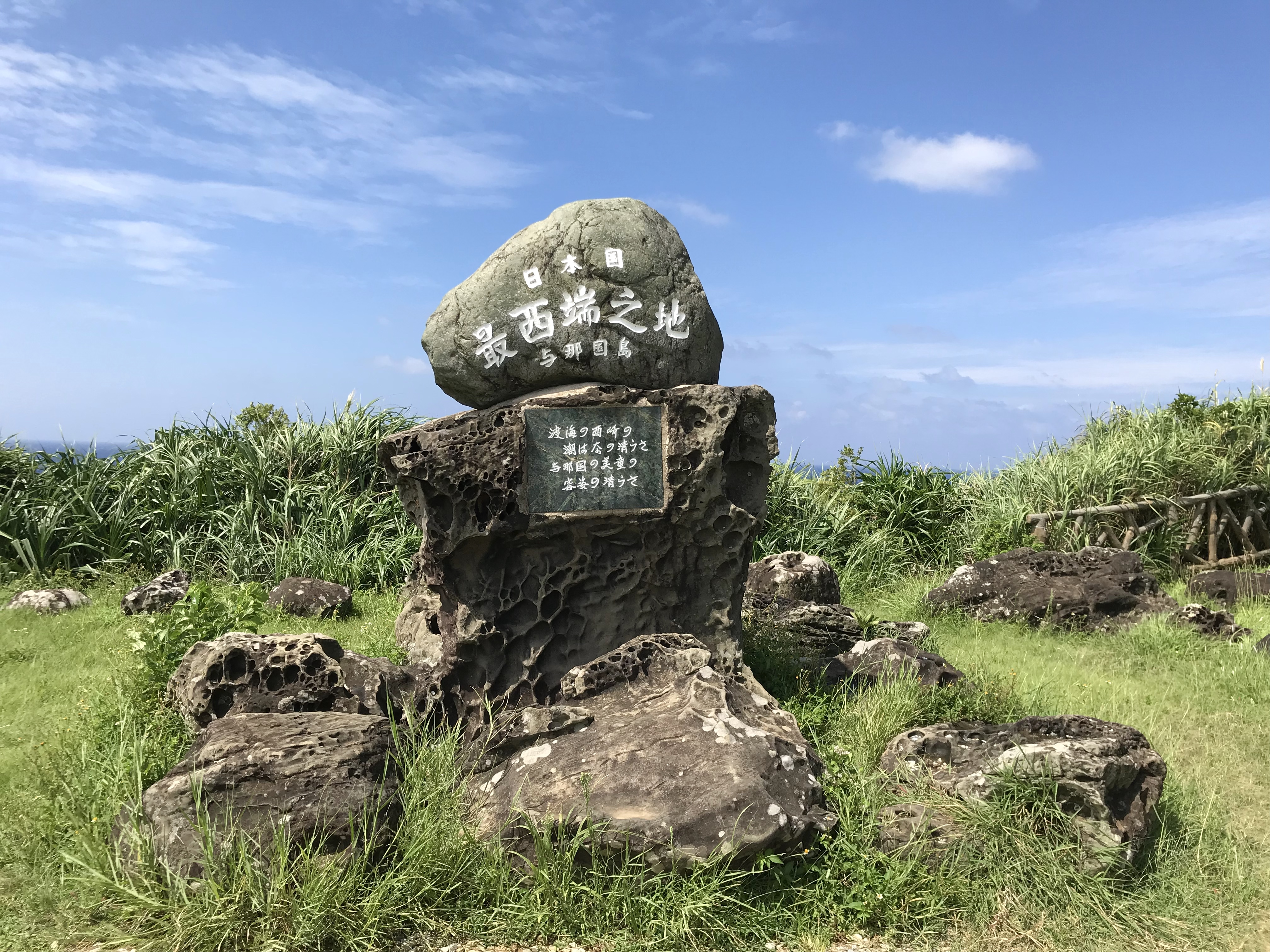
日本国最西端之地の碑（2019年9月16日撮影）
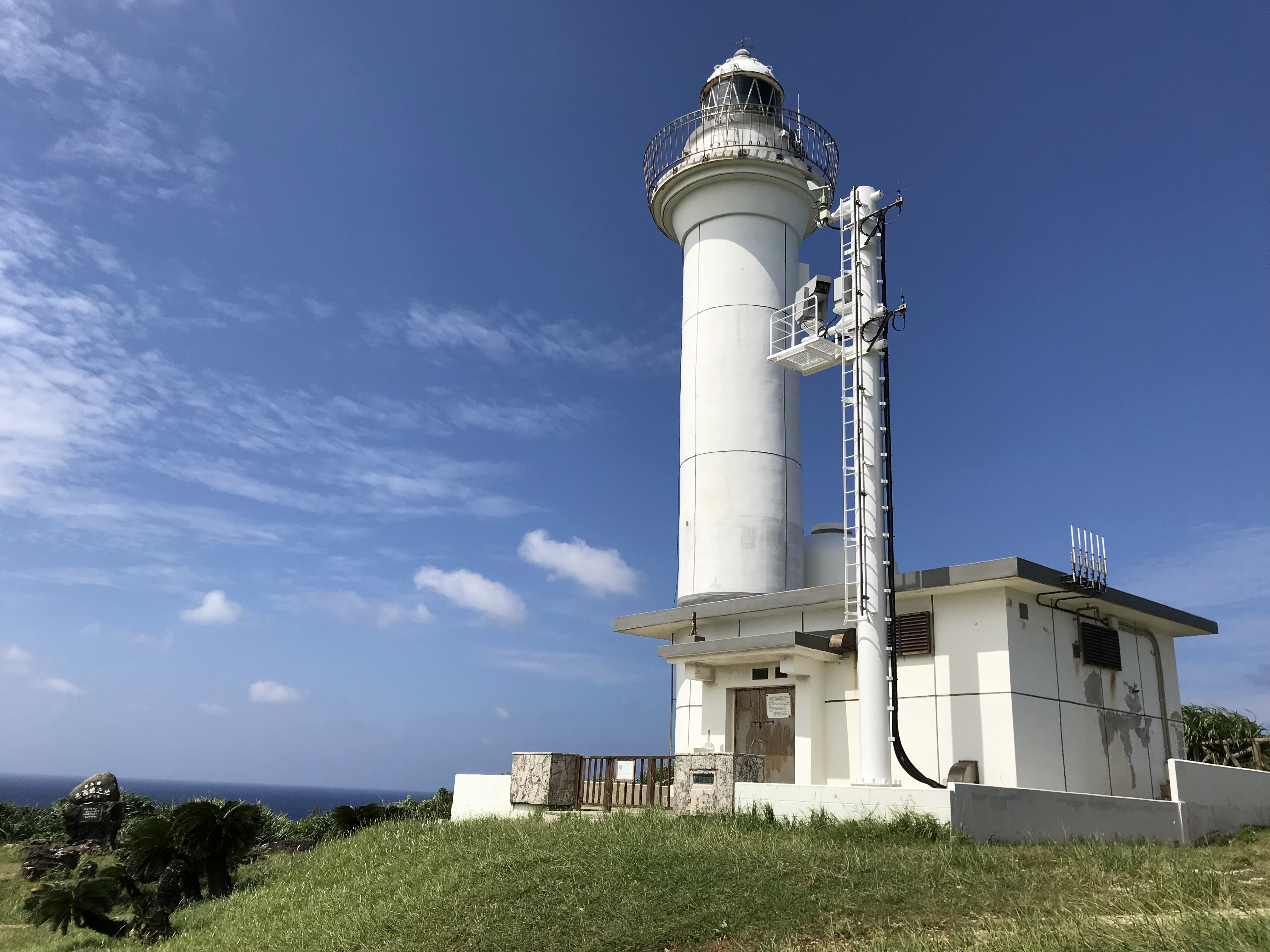
西埼灯台と最西端之地碑（2019年9月16日撮影）